# Vladimír Poláček
Vladimír Poláček (26. září 1925 v Plzni – 2. května 2009 ve Frýdku-Místku) byl český katolický teolog, právník, kněz a vysokoškolský učitel.
Po studiích teologie nemohl působit v duchovenské službě, pracoval proto v dělnických profesích i v cirkusech. Řeckokatolické kněžské svěcení přijal roku 1969. Nebylo mu dovoleno sloužit mezi řeckokatolíky, proto působil v římskokatolických farnostech. V letech 1990–1995 byl děkanem Řeckokatolické bohoslovecké fakulty Univerzity P. J. Šafaříka v Prešově. V letech 1986–1990 a 1995–2004 byl farářem v Domaslavicích. Pohřben je ve Sviadnově.
Ve své odborné činnosti se soustředil na kanonické právo východních katolických církví, zejména církve řeckokatolické.
Od roku 1969 byl ženat s Květoslavou, roz. Šlapetovou.